# جوناثان وليامز (شاعر)
جوناثان وليامز (بالإنجليزية: Jonathan Williams)‏ هو مصور وفنان وشاعر أمريكي، ولد في 8 مارس 1929 في آشفيل في الولايات المتحدة، وتوفي في 16 مارس 2008 في هايلاندس في الولايات المتحدة.